# Anhalinin
Anhalinin ist ein Alkaloid aus der Gruppe der Kaktus-Alkaloide und der Tetrahydroisochinolinalkaloide.

## Vorkommen

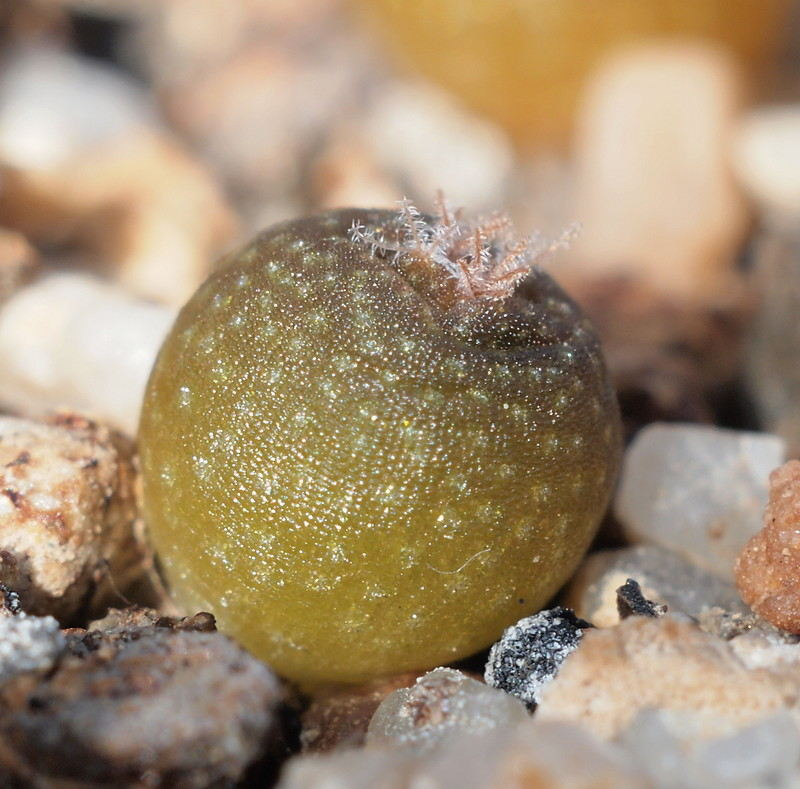
Lophophora fricii

Anhalinin kommt in verschiedenen Kakteen-Arten vor. In Lophophora fricii ist es das mengenmäßig drittwichtigste Alkaloid (Pellotin und Anhalonidin kommen in deutlich größeren Mengen vor). Geringe Mengen kommen in Lophophora williamsii, Lophophora diffusa und Turbinicarpus pseudomacrochele vor. Es kommt auch in weiteren Arten der Gattung Turbinicarpus vor.

## Synthese
Eine Synthese ist durch Umsetzung von Mescalin mit Formaldehyd möglich (Pictet-Spengler-Reaktion).